# Brussels-Central
Brussels-Central – stacja metra w Brukseli, na linii 1 i 5. Zlokalizowana jest za stacją De Brouckère i Park/Parc. Została otwarta 20 września 1976.